# San Jerónimo de los Croatas (título cardenalicio)
San Jerónimo de los Croatas es un título cardenalicio de la Iglesia Católica. También es conocido como San Jerónimo de los Schiavoni. Fue instituido por el papa Pío V en 1566. El papa Sixto V, que fue cardenal con este título, la confió a los croatas en 1589, puesto que el mismo tenía ascendencia croata.

## Titulares
- Prospero Santa Croce (8 de febrero de 1566 - 12 de abril de 1570)
- Felice Peretti Montalto, O.F.M.Conv. (9 de junio de 1570 - 24 de abril de 1585 elegido papa Sixto V)
- Alessandro Damasceni Peretti, diaconía pro illa vice (14 de junio de 1585 - 20 de abril de 1587)
- Pedro de Deza Manuel (20 de abril de 1587 - 18 de agosto de 1597)
- Simeone Tagliavia d'Aragona (18 de agosto de 1597 - 21 de febrero de 1600)
- Bonifazio Bevilacqua Aldobrandini (26 de febrero de 1601 - 31 de agosto de 1611)
- Felice Centini, O.F.M.Conv. (12 de septiembre de 1612 - 12 de agosto de 1613)
- Matteo Priuli (17 de octubre de 1616 - 23 de junio de 1621)
- Giovanni Dolfin (23 de junio de 1621 - 23 de agosto de 1622)
- Vacante (1622 - 1632)
- Péter Pázmány, S.J. (31 de mayo de 1632 - 19 de marzo de 1637)
- Vacante (1637 - 1642)
- Francesco Peretti di Montalto (10 de febrero de 1642 - 4 de mayo de 1655)
- Vacante (1653 - 1657)
- Girolamo Buonvisi (23 de abril de 1657 - 21 de febrero de 1677)
- Vacante (1677 - 1681)
- Giovanni Battista de Luca (22 de septiembre de 1681 - 5 de febrero de 1683)
- Vacante (1683 - 1689)
- Leopold Karl von Kollonitsch (14 de noviembre de 1689 - 20 de enero de 1707)
- Vacante (1707 - 1720)
- Cornelio Bentivoglio (15 de abril de 1720 - 25 de junio de 1727)
- Leandro di Porcia, O.S.B.Cas. (10 de mayo de 1728 - 20 de septiembre de 1728)
- Sinibaldo Doria (17 de diciembre de 1731 - 2 de diciembre de 1733)
- Vacante (1733 - 1745)
- Giacomo Oddi (5 de abril de 1745 - 12 de enero de 1756)
- Pietro Paolo Conti (19 de noviembre de 1759 - 21 de marzo de 1763)
- Vacante (1763 - 1780)
- František Herzan von Harras (11 de diciembre de 1780 - 13 de septiembre de 1782)
- Francesco Carrara (11 de abril de 1785 - 11 de abril de 1791)
- Vacante (1791 - 1801)
- Cesare Brancadoro (20 de julio de 1801 - 29 de mayo de 1820)
- Vacante (1820 - 1836)
- Gabriel della Genga Sermattei (21 de noviembre de 1836 - 10 de febrero de 1861)
- Antonio Maria Panebianco, O.F.M.Conv. (30 de septiembre de 1861 - 23 de diciembre de 1861)
- Giuseppe Andrea Bizzarri (19 de marzo de 1863 - 5 de julio de 1875)
- Luigi Serafini (20 de marzo de 1877 - 1 de junio de 1888)
- Serafino Vannutelli (11 de febrero de 1889 - 12 de junio de 1893)
- Lörinc Schlauch (21 de mayo de 1894 - 10 de julio de 1902)
- Andrea Aiuti (12 de noviembre de 1903 - 28 de abril de 1905)
- Vacante (1905 - 1911)
- Franziskus von Sales Bauer (2 de diciembre de 1912 - 25 de noviembre de 1915)
- Raffaele Scapinelli di Leguigno (7 de diciembre de 1916 - 16 de septiembre de 1933)
- Santiago Luis Copello (19 de diciembre de 1935 - 14 de diciembre de 1959)
- Gustavo Testa (17 de diciembre de 1959 - 28 de febrero de 1969)
- Vacante (1969 - 1973)
- Paolo Bertoli (5 de marzo de 1973 - 30 de junio de 1979)
- Franjo Kuharić (20 de febrero de 1983 - 11 de marzo de 2002)
- Josip Bozanić, (21 de octubre de 2003)[2]